# Engelbrunnen

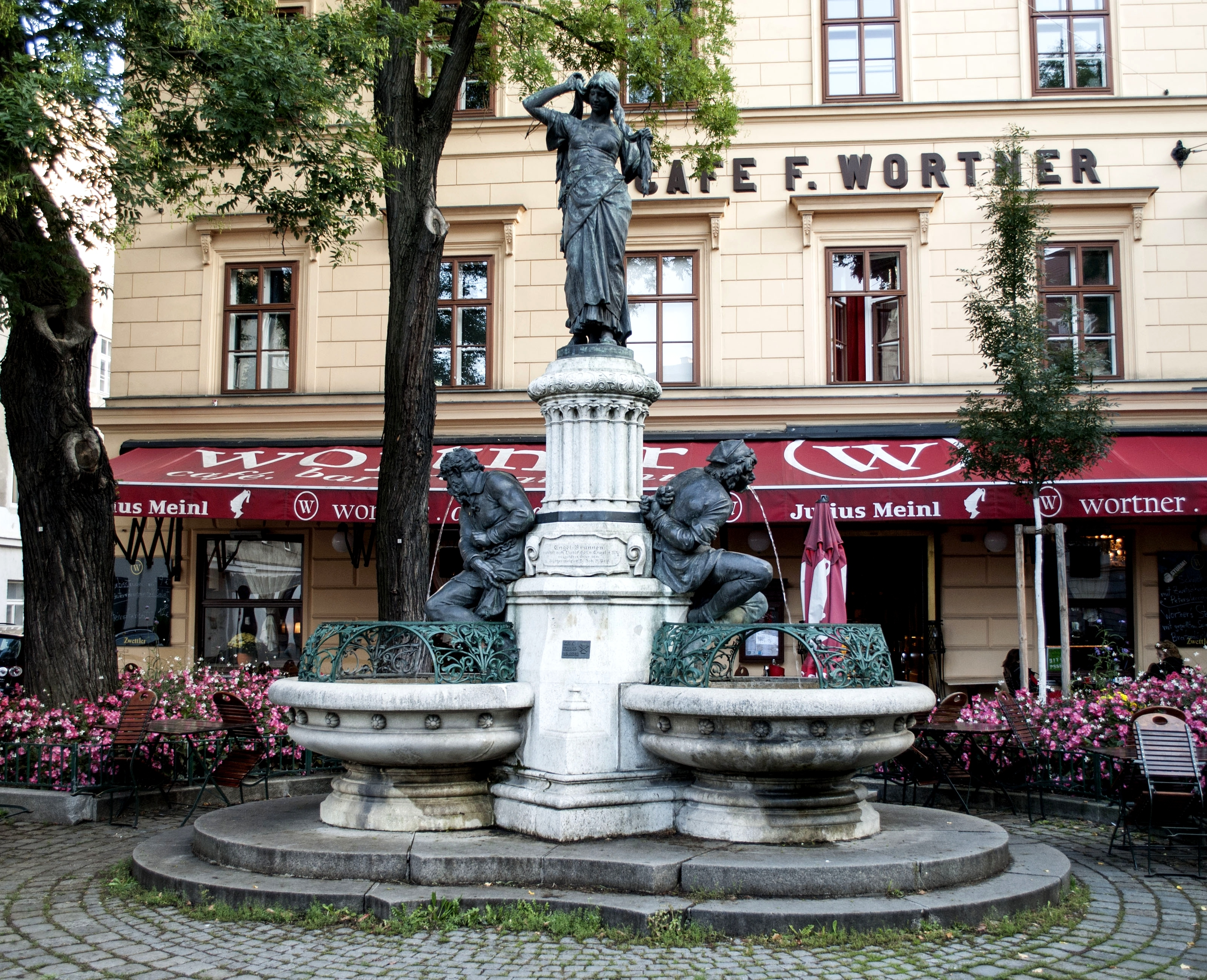
Der Engelbrunnen in Wieden

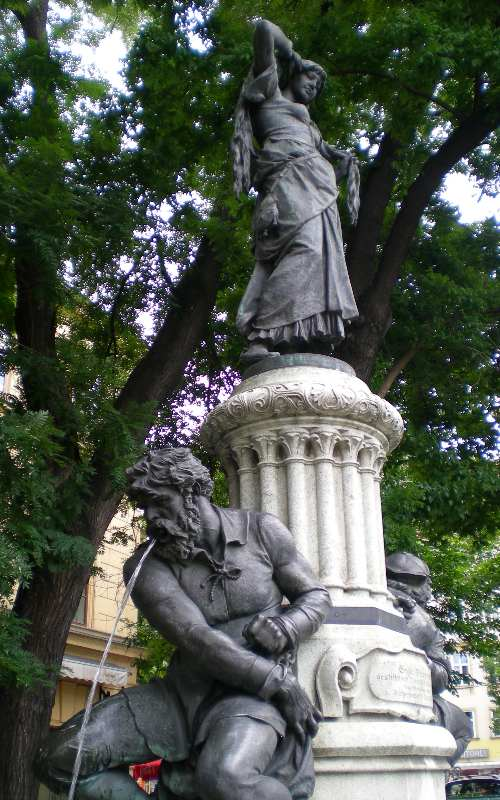
Seitliche Ansicht des Engelbrunnen

Der Engelbrunnen ist ein denkmalgeschützter Brunnen (Listeneintrag) in der Wiedner Hauptstraße 55 im 4. Wiener Gemeindebezirk Wieden.

## Geschichte
Benannt wurde der Engelbrunnen nach dem Kriegsministerialkanzlisten Viktor Edler von Engel, der in seinem Testament 40.000 Kronen für die Errichtung des Brunnens stiftete.
Für die Gestaltung des Brunnens nahm Anton Paul Wagner, der auch den Gänsemädchenbrunnen schuf, die Sage der klugen Elsbeth, der es gelang, zwei gefürchtete Räuber gefangen zu nehmen, zum Vorbild. So zeigt der am 5. Dezember 1893 enthüllte Brunnen die Jungfer Elisabeth und – ihr zu Füßen – den gefangenen Waldteufel Hans Aufschring und seinen Spießgesellen, die als Wasserspeier in zwei mit Metallgittern eingefasste Rundbecken fungieren.